# Green Valley (Arizona)
Green Valley és una concentració de població designada pel cens dels Estats Units a l'estat d'Arizona. Segons el cens del 2000 tenia 17.283 habitants.

## Demografia
Segons el cens del 2000, Green Valley tenia 17.283 habitants, 9.995 habitatges, i 6.296 famílies La densitat de població era de 254,3 habitants/km².
Dels 9.995 habitatges en un 1,5% hi vivien nens de menys de 18 anys, en un 59,8% hi vivien parelles casades, en un 2,5% dones solteres, i en un 37% no eren unitats familiars. En el 34,1% dels habitatges hi vivien persones soles el 28,5% de les quals corresponia a persones de 65 anys o més que vivien soles. El nombre mitjà de persones vivint en cada habitatge era d'1,71 i el nombre mitjà de persones que vivien en cada família era de 2,07.
Per edats la població es repartia de la següent manera: un 1,6% tenia menys de 18 anys, un 0,7% entre 18 i 24, un 2,8% entre 25 i 44, un 21,7% de 45 a 60 i un 73,3% 65 anys o més.
L'edat mediana era de 72 anys. Per cada 100 dones de 18 o més anys hi havia 79,3 homes.
La renda mediana per habitatge era de 40.213 $ i la renda mediana per família de 48.369 $. Els homes tenien una renda mediana de 34.500 $ mentre que les dones 25.932 $. La renda per capita de la població era de 31.138 $. Aproximadament l'1,7% de les famílies i el 3% de la població estaven per davall del llindar de pobresa.

## Poblacions més a prop
El següent diagrama mostra les poblacions més a prop.